# Крылья, ноги и хвосты
«Кры́лья, но́ги и хвосты́» — советский рисованный мультипликационный фильм, снятый в 1985 году режиссёрами Игорем Ковалёвым и Александром Татарским по одноимённой сказке Альберта Иванова.
Мультфильм приобрёл значительное количество поклонников, чему способствовали своеобразная манера рисунка и довольно циничный сюжет, а также краткие яркие немногочисленные фразы, ставшие крылатыми.

## Сюжет
Перед нами знойная пустыня. Почти голая, почти безжизненная. Но! В ней встречаются ящерицы, насекомые... Встречаются также и страусы. А однажды... однажды встретились страус и гриф. Гриф предлагает составить ему компанию: «Эй, ты, птичка, летим со мной, там столько вкусного!». Страус соглашается. Гриф летит, страус бежит за ним. Но грифа это не устраивает: «Я же сказал „полетели“, а не „побежали“!» На вопрос: «Ты что, летать разучился?» страус признаётся, что никогда и не умел, и гриф загорается идеей обучить страуса полётам («Не умел! Не умел — научим, не хочешь — заставим. Взлетай!»). Попутно, прочувствовав трусливость страуса, гриф периодически пугает его, выдёргивая из его хвоста по пёрышку, чтобы вставить их себе в голову.
Однако из обучения ничего не получается, да к тому же выясняется, что страус бегает гораздо быстрее, чем гриф летает. Поняв это, страус перехватывает инициативу и заявляет: «„Крылья, крылья…“ Ноги!». Осознав своё моральное превосходство, он пугает измученного полётом грифа и забирает обратно свои перья, после чего гордо уходит по своим делам, оставив грифа торчать с погружённой в песок головой.
Завершает картину появление ящерицы, которая в начале мультфильма по оплошности страуса лишилась хвоста и, моментально отрастив новый, покинула место инцидента. Подытоживая «дискуссию» о крыльях и ногах, пресмыкающееся авторитетно утверждает, что на самом деле главное — хвост. Она выдирает из головы грифа последнее пёрышко и, напевая весёлую мелодию, удаляется в закат.

## Создатели
- Автор сценария: Альберт Иванов
- Режиссёры, художники и мультипликаторы: Александр Татарский, Игорь Ковалёв
- Оператор: Лев Ревтов
- Композитор: Юрий Чернавский
- Звукооператор: Олег Соломонов
- Актёры:
  - Александр Филиппенко
  - Алексей Птицын
- Монтажёр: Любовь Георгиева
- Редактор: Алиса Феодориди
- Директор: Зинаида Сараева

## Музыка
На протяжении всего мультфильма звучит одна из заключительных музыкальных тем мультфильма «Нехочуха», вышедшего на советские киноэкраны в один год с этим мультфильмом и также снятого ТО «Экран».

## Производство
Сценарий фильма Татарский и Ковалёв придумали буквально за 15 минут за поеданием яичницы.
Мультфильм сначала был снят без слов. Директор студии «Экран» Борис Хессин не допустил фильм к показу, поскольку отвлекался на приёмке и не понял, о чём он: «Это безобразно всё, понять нельзя ничего. Там какая-то птица — то ли она гриф, то ли она ворона — что она делает? Я ничего не могу понять. Она куда-то ходит, чего-то там делает. Как две? Там две птицы? Там одна птица». Через год на студии не хватило анимационных мощностей, и нужно было срочно что-нибудь новенькое. Тут-то вспомнили про «Крылья…», немного удлинили, добавили слов и уже тогда пропустили.
По свидетельству самого Татарского, мультфильм был снят для альманаха «Кубик», но не понравился директору студии «Экран» Борису Хессину и в сборник не вошёл. На экраны он вышел лишь в 1986 году.

## Награды
- Диплом на VII МКФ в Загребе (СФРЮ) в 1986 году[4]